# Історія португальського вина
Історія португальського вина — формування традицій виноробства на території Португалії. Основу було закладено фінікійцями та давніми греками. Значного розвитку набуло за часів Стародавнього Риму. Загалом завершилося формування виноробних регіонів в період Середньовіччя. Новий поштовх надали Португальські географічні відкриття. Розвиток виноробства, застосування нових технологій не припиняється до тепер.

## Початок
Вважається, що першими, хто почав вирощувати виноград на Піренейському півострові були тартесці — близько 4.000 років до н. е. Втім зафіксована історія виноградарства на території сучасної Португалії бере початок від фінікійців, що у X ст. до н. е. заснували тут поселення Сетубал (в римські часи змінило назву на Кетобріга) та Аліс Уббо. Саме вони принесли перші технології виготовлення вина, оскільки фінікійське вино того часу було одним з найкращих. В результаті став формуватися центральний виноробний регіон тодішньої Лізатії.
За часів влади Карфагену в III ст. до н. е. на більшості території Лізітанії технології фінікійського виноробства були запозичені місцевими племенами.
У VII ст. до н. е. на півночі країни осіли давньогрецькі колоністи, що заснували Порт Кале (сучасне Порту). Вони привнесли власні виноробні традиції, а також своєрідну культуру споживання вина. У районі навколо сучасного міста Алкасер-ду-Сал археологи виявили численні шматочки кратерів, які використовувались для розведення вина водою

## Античність

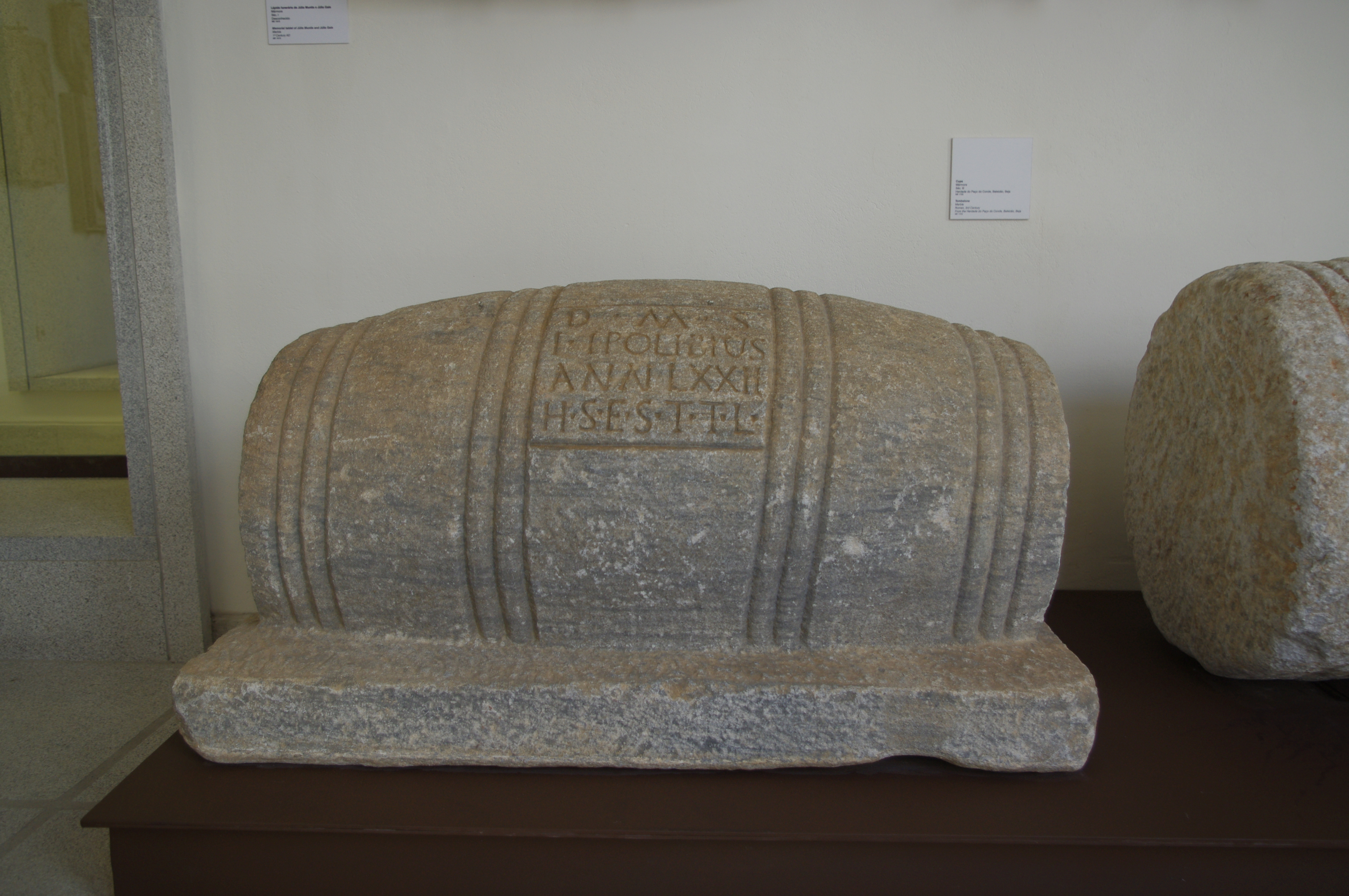
Надгробки виноробів з південної Лузітанії. III ст.

Римське панування, що почалося з II століття до н. е., стало періодом розвитку і процвітання виноробства в цьому регіоні. Відбулося поєднання давньоримських традицій з фінікійсько-карфагенськими та давньогрецькими.
Римські артефакти, зокрема преси для розчавлювання винограду і амфори для ферментації й зберігання вина, дотепер знаходять в околицях португальського міста Порту. Поряд з іншим, розвивалася і техніка виноробства, залишивши безліч художніх та матеріальних свідчень, які доводять важливість культури виробництва й споживання вина для того часу. Виноградники в період Римської імперії поширювались на північ і у внутрішні райони Лузітанії.

## Середньовіччя
У часи падіння Західної Римської імперії, християнізації населення, утворення королівств свевів та вестготів вино як напій було зведено в культ. Воно вживалося на богослужіннях і стало уособленням крові Христа. Зі стабілізацією ситуації внаслідок підкорення усіх Піренеїв Вестготським королівством відбувається новий розвиток виноробства — розширюються області вирощування винограду та обсяги вироблення вин. Разом з тим в регіоні зберігалися загалом давньоримські традиції та практика виноробства.
Втім, вторгнення сюди в VIII ст. мусульман, які швидко підкорили піренейські землі призвело до зміни ситуації з виноробством. Оскільки Коран забороняє вживання вина, то незважаючи на те, що валі Ал-Андалуса, а потім Кордовські еміри (халіфи) не забороняли вживання цього напою і не скорочували його виробництво, з повагою ставлячись до християн і розуміючи значимість агрокультури (навіть на півдні, тобто території Алгарве, яка найдовше час була піді сламським пануванням), ситуація з виробництвом все одно залишалася двозначною. Втім з захопленням цих земель Альморавідами почалися обмеження з виробництва та вживання вина. Цю традицю продовжили Альмохади.
Разом з тим в умовах Реконкісти центром виноробства стає Португальське графство, спочатку в міжріччі Міню і Дору. Сюди представником першої португальської династії Генріхом Бургундським було запрошено виноробів з Аквітанії, Гасконі та Бургундії, що привезли власні сорти винограду.
З середини XII ст. більша територія Португалії була звільнена від мусульманського панування. Після цього в районах Лісабону і Сетубалу почалося відродження виноробства. У 1386 році після підписання Віндзорського договору з Англією португальське вино стає експортним товаром. Цьому також сприяла Столітня війна, коли значні виноробні регіони Франції були сплюндровані.
Епоха Великих географічних відкриттів XV і XVI століття принесло португальському вину всесвітню славу, а Лісабон став найбільшим винним центром величезної імперії. У нових землях мореплавці відкривали і новий ринок збуту.
З XV ст. почали виробляти вино на островах Мадейра, куди за розпорядження Енріке Мореплавця було завезено солодкі сорти критського винограду. Внаслідок природних умов та особливості транспортування виник сорт вина мадера.
Часто вино стає одним з важливих пунктів міжнародних угод, частиною протистояння між країнами. У XVII ст. під час конфліктів між Англією та Францією час від часу накладалося ембарго на постачання французьких вин до Англії. В результаті збільшувався експорт португальських вин. Водночас французькі винороби навчилися обходили ембарго, переливаючи своє вино до португальських діжок й відправляючи його до Англії під португальською маркою.

## Новий час
У XVIII столітті почався розквіт Португалії як впливового виробника і експортера вина. Початок поклала угода з Великою Британією щодо постачання вина за зниженим тарифом (оскільки французькі вина перестали постачатися через Війну за іспанську спадщину). На 1717 рік португальські вина становили 66 % усього англійського експорту вин.
З 1720-х роках у зв'язку з підробкою вина, зниженням якості знижується попит на португальські вина, насамперед портвейн. За вирішення цієї проблеми Себаштіан де Карвалю, маркіз Помбаль, у 1756 році наказує створити винну компанію «Дору» для регулювання торгівлі вином з Порту. В результаті регіон Дору став першим законодавчо визнаним виноробним регіоном світу.

## Новітній час
XIX століття принесло винограду Португалії страшну епідемію філоксера, що поширилася по всій країні і не зачепила лише невеликий регіон Колареш. В результаті, були проведені великі дослідження і Португалія взяла активну участь в перших найважливіших міжнародних виставках в 1874 році в Лондоні і в 1900 році в Парижі.
Протягом XX століття було прийнято багато важливих законів і створені професійні організації, першою з яких був Національний винний союз у 1937 році. Втім розвиток виноробства визначав Антоніу де Олівейра Салазар, що розглядав основою виробництва кооперативи. Спочатку впровадження кооперативної системи принесло більше порядку до структури португальської виноробної промисловості. Але згодом мало негативний вплив на стримування творчості та вільного підприємництва. Коли кооперативи піднялися до майже абсолютної потужності в кількох винних регіонах, норми виноробства та гігієни невеликих кооперативів знизилися, що створило погану репутацію всієї португальської винної галузі.

## Сучасність
Політичні заворушення з 1970-х років призвели до остаточної кризи виноробства в Португалії. Лише вступ країни у 1986 році до ЄС покращив ситуацію. Дрібні виробники та виробники вина отримали мільйони доларів субсидій та грантів від ЄС на покращення своїх виноградників та виноробства. Було скасовано низку монополій. Стало надходити більше іноземних інвестицій, що призвело до розширення та вдосконалення технологій виноробства.